# 宝くじで40億当たったんだけど異世界に移住する
『宝くじで40億当たったんだけど異世界に移住する』（たからくじでよんじゅうおくあたったんだけど いせかいにいじゅうする）は、すずの木くろによる日本のライトノベル。
小説投稿サイト「小説家になろう」にて2010年8月から2024年1月まで連載され、2014年7月より「モンスター文庫」（双葉社）にて2014年7月から2024年1月まで刊行された。2024年2月時点でシリーズ累計部数は260万部を突破している。イラストは黒獅子が担当。
メディアミックスとして、ComicWalker（現・カドコミ）にて2016年11月19日より今井ムジイによるコミカライズの連載が開始された。また、がうがうモンスターにて2020年3月20日より尺ひめきによるスピンオフ漫画である『宝くじで40億当たったんだけど異世界に移住する〜マリーのイステリア商業開発記〜』の連載が開始された。

## ストーリー
宝くじで40億円当たった主人公・志野一良（カズラ）は、その40億円を目的として群がってくる金の亡者共から逃れるべく、住居を離れ先祖代々保有する田舎の屋敷へ避難する。
屋敷の中を探索していると、異世界へ通じる通路を発見し、グリセア村に住む少女・バレッタと出会う。グリセア村で病床にある村民たちを見たカズラは、日本から持ってきた栄養ドリンクを使い、バレッタの父でグリセア村の村長・バリンや村人たちを栄養失調から救う。
村が干ばつの影響により飢餓に苦しんでいる惨状を知ったカズラは、水車の設計図や有機肥料などを用いることで、瞬く間に村の食糧事情を解決する。それを目の当たりにした住民はカズラのことを、かつてグリセア村に現れてイステールの民を救ったという慈悲と豊穣の神『グレイシオール』と勘違いしてしまう。
村人たちとの穏やかな日常が続くと思われたが、カズラが持ち込んだ水車はアルカディア陸軍の兵士アイザックの目に留まることになる。それによりカズラは、神『グレイシオール』として領内最大の都市イステリアに半ば連行される形で、アルカディア王国イステール領の領主ナルソンに面会することになる。
バルベール共和国との戦争が4年前に休戦になった現時点でも、イステール領は疲弊していた。休戦協定があと4年で終われば再侵攻することが濃厚であり、イステール領は財政の多くを軍事費に回さざるを得ない状態が続いていた。さらに大飢饉により大きな農作物被害が発生したことで、民衆たちは飢えや不況などに苦しんでいた。
領主ナルソンとその妻ジルコニアと面談して、「グレイシオール」だと認められたカズラは、領内の諸問題を解決すべく、日本と異世界を往来しながら40億円の自己資金を活用し、『日本の物資や技術』を持ち込むことで貧困に苦しむ異世界の人々を救い、バルベール共和国の侵略に対抗していくこととなる。
そんな中、バルベール第10軍団長カイレン・グリプスは、上層部の意向を無視して独自にイステール領への攻撃を開始する。彼の下で働く病弱な少女フィレクシアは、様々な武器・兵器を発明する技師であり、その能力はバレッタに匹敵する才能を見せ、両者は一進一退の抗争へと発展していく。

### 〜マリーのイステリア商業開発記〜
イステール領での日常の中で、1000万アルという金額を稼ぐことを思い立ったマリーが、ナルソンから領内での商業事業展開を任された。ドライフルーツの販売から始まって、銭湯、洗濯ばさみ、甘酒、顔料、出会い斡旋業、家事指導、競技会の開催と、カズラやバレッタ、同僚のメイドたちの力も借りて奮闘する。

## 登場人物

### 主人公とヒロイン
志野 一良（しの かずら）
本作の主人公。異世界では「カズラ様」などと呼ばれている。25歳→26歳。ロコ7で同じ数字を10口購入して当選。当選金40億円を手に入れ、「実家の町工場を継ぐ」という名目で会社を辞める。
異世界へ物資などを持ち込む際にホームセンターなどで肥料や農具、食料を大量に購入しており、ホームセンターの店員から「開拓団長」と呼ばれ、名前を覚えられている。その他、バイク20台をまとめて5000万円で購入した際には、バイク屋から「石油王事件」と呼ばれている。
アイザックに自分の存在を知られてからは、自分が偽証罪、不法入国罪に問われることを回避すべく、かつて村に現れた神・グレイシオールを自称し、領主・ナルソンとイステール領への技術支援を約束する。
日本から持ち込んだ食べ物で異世界人が強化される（一般的な栄養ドリンクで疲労状態から劇的に回復する）のとは逆に、カズラにとって異世界の食材はまったく栄養とならず、異世界のものばかり食べていると3日ほどで低血糖状態となる。
バレッタ
本作のヒロイン。15歳→16歳。グリセア村に住む少女。バリンの娘。カズラのことは「カズラさん」と呼んでいる。
病に伏す村の人のため、カズラに対し「奴隷商に売ってもらっても構わない」と話すなど、自己犠牲を惜しまない心優しい性格。父・バリンや村の人に食料や薬を無償で分け与え、日本の技術を用いて村を救うカズラを慕い、彼に好意を寄せている。勉強熱心で、日本の文字や本に興味を示す。毎晩遅くまで本を読んでおり、知識の吸収が早い。
リーゼ・イステール
イステール家の令嬢。14歳→15歳。
身分関係なく、誰にでも優しく接する人柄で身分問わず人々から絶大な信頼を得ている。美人で評判も良く、近隣の有力者がこぞって言い寄っており、父・ナルソンは結婚相手にアイザックを推しているが、当の本人はお金持ちと結婚し、豪華に暮らしたいと願っている。
カズラを「気前の良い桁違いのお金持ち」と認識し、カズラから好意を持たれることを策する。日本の食べ物を摂取し、身体能力が飛躍的に向上した。
マリー
イステール家の侍女。「マリーのイステリア商業開発記」での主人公。13歳→14歳。
ノールと奴隷の間に出来た子どもで、ルーソン家で長らく奴隷として扱われてきた。ハベルとは異母兄妹の関係で、奴隷としてでは無く、実の妹として接するハベルを慕っている。
カズラがイステール家に訪れてからは、ジルコニアの計らいでカズラの従者兼専属料理人としてイステール家に雇われる。

### イステール家の関係者
ナルソン・イステール
イステール領の領主。アルカディア陸軍イステリア方面第1軍団長。リーゼの父、ジルコニアの夫。45歳→46歳。
良識のある人物で、村民の生活を考慮して税率を決めたり、積極的に村の困り事に参加したりと、領主として村民からの信頼が厚い。
ジルコニアとは政略結婚という関係だが、むしろ娘か妹として家族となっている模様。
ジルコニア・イステール
ナルソンの妻。26歳。アルカディア陸軍イステリア方面第2軍団長。
農民出身で、16歳でナルソンと結婚するまでは畑仕事などをしていた。バルベールの兵による襲撃で家族や隣人を皆殺しにされ、故郷をなくした。その後、バルベールへの復讐を誓ったジルコニアは、目覚ましい戦功を挙げたことでナルソンの目に留まる。ナルソンは、バルベールとの戦争の旗印のために彼女を妻にし、ジルコニアは復讐相手を知ることを条件にそれに応じた。バルベールとの戦争にケジメを付けたら離縁して平民に戻るつもりでいる。
隣国バルベールを「血も涙もない悪魔のような国」と評するほど嫌っており、バルベールとの戦争に備えてカズラから軍事面での支援を受けるべく、カズラとリーゼが恋仲になるよう策す。自身や侍女たちも含めてカズラを誘っているが、前述のトラウマによって性的なことは受け付けられない状態。
軍人としては「常勝将軍のジルコニア」との呼び名で知られている。バルベールに対しての戦意は高く、むしろ「仕掛けてくるならこっちから攻め込もう」と逸りがちなところがある。
アイザック・スラン
アルカディア陸軍の兵士。スラン家の長男。20歳→21歳。カズラがグリセア村に滞在している最中、村の視察のためにグリセア村を訪れる。真面目で責任感が強く、懸命に職務をこなしているため、ナルソンやジルコニアから信を置かれている。日本の食べ物を摂取した結果、身体能力が飛躍的に向上した。
カズラがグレイシオールだと悟った際、それまでカズラを不審者扱いし、捕縛してお前呼ばわりするなど、無礼な態度をとったことを詫び、自害しようとした。
リーゼに対して好意を抱いており、リーゼがカズラに親愛のブレスレットを渡しているところを目の前で目撃した際には、足がふらつくほど落ち込んだ。他にもスピンオフでマリーたちの企画した出会い斡旋業で客寄せ看板を頼まれた際にも、大真面目にマッチング相手とデートしているところをリーゼに目撃されてへこむなど、真面目過ぎて損をしてしまうタイプ。
ハベル・ルーソン
アルカディア陸軍の兵士。アイザックの部下。マリーの腹違いの兄。ルーソン家の次男。20歳→21歳。
父や兄からは奴隷として扱われているマリーを実の妹として接しており、自分が軍部で昇進し、ルーソン家に益を成すことを条件にマリーを奴隷から解放するよう、父・ノールと約束している。カズラが現れてからはいち早くマリーを奴隷から解放すべく、マリーがカズラの専属料理人となり、カズラとイステール家の庇護下に入るよう策す。日本の食べ物を摂取し、飛躍的に身体能力が向上した。
エイラ
イステール家の侍女。25歳。長らくリーゼ専属の従者として仕えており、カズラがイステール家に訪れてからはマリーの指導役としてカズラの従者を兼任している。
カズラの従者を兼任する際にジルコニアからカズラがグレイシオールであることを知らされ、カズラとリーゼの間を取り持つよう頼まれる。
シェリー
イステール家の侍女。マリー、エイラと仲が良い。お調子者な性格。
ミリア
スピンオフに登場したイステール家の侍女。絵を描くのが好きで、それが高じた結果貴族の屋敷などで壁画を描く仕事を依頼されることが多い。
セレット
グリセア村の守備隊長。20歳。長らくリーゼの部屋の警備兵を担っていた。昔、ジルコニアが逃げ延びた村でジルコニアと生活を共にしたことがあり、一時はジルコニアを村に連れ戻して再び共に生活することを考えていた。

### グリセア村の関係者
バリン
バレッタの父、グリセア村の村長。40歳→41歳。病で寝込んでいたところをカズラに救われる。日本の食べ物を摂取し、身体能力が飛躍的に向上した。温厚な性格で村人から慕われている。酒好きで日本酒を好んで飲み、特に「真澄」、「純米大吟醸」が好き。
バルベールとの戦争で実戦経験があり、グリセア村が野盗に襲われた際には圧倒的な戦闘力を発揮し、野盗を殲滅させた。
シータ
バレッタの母、バリンの妻。既に故人。バルベールとの戦争で出征し、戦死する。
ロズルー
カズラが異世界で最初に会ったグリセア村の村人。戦争での実戦経験がある。カズラが初めてイステリアを訪れた際に同行した。日本の食べ物を摂取し、身体能力が飛躍的に向上した。
ターナ
ロズルーの妻。かなりの美人。日本の食べ物を摂取し、身体能力が飛躍的に向上した。
ミュラ
グリセア村の子ども。ロズルーとターナの娘。6歳→7歳。母親のターナ似で、父・ロズルーとは歯並びくらいしか似ていない。
カズラがグレイシオールではないかと疑っている。日本の食べ物を摂取し、身体能力が飛躍的に向上した。
コルツ
グリセア村の子ども。6歳→7歳。好奇心旺盛で異世界では見慣れないカズラの服装に興味を示し、ミュラとともにカズラを尾行する。
カズラのことをアイザックに話してしまったことに負い目を感じている。女性に扮したウリボウから大昔の形の両手剣の剣術の指南を受け、カズラの側にいるよう言いつけられる。
ニィナ
バレッタの友人。16歳。
バレッタの恋の悩みに耳を傾け、リーゼへの対抗としてカズラに白色の「親愛のブレスレット」を渡すよう促す。
コーネル
コルツの父。投げ槍を弓兵の最大射程と同等の距離まで投擲することが出来る。
ユマ
コルツの母、コーネルの妻。日本の食べ物を摂取し、身体能力が飛躍的に向上した。

### イステリアの関係者
クレア
イステリアで雑貨店を営む老女。多数の孤児を下働きとして雇っている。リーゼ、エイラ、マリーと仲が良い。一度は店を訪れたカズラを騙して宝石を買い取ったが、再び訪れた際に「これからも儲けるため」と正規の取り引きに応じた。闇取引に精通し、ジルコニアに依頼されたガラス玉の買い取りに応じ、他国に売り捌いている。

### 日本の関係者
志野 真治（しの しんじ）
カズラの父。54歳→55歳。金の亡者から逃げる避難場所としてカズラに先祖代々伝わる屋敷を紹介する。
度々カズラから異世界に通じる通路について聞かれ、「知らない」と突っぱねているが、何らかの事情を知っている様子。
志野 睦（しの むつみ）
カズラの母。54歳→55歳。
JOINZ HOMEの主任。主任→主事。
肥料周りやモルタル材料などの知識があり志野様と呼び大口取引先と担当者として対応する。搾油に必要な遠心分離機も店には取り扱いが無いものもメーカー取寄せをする。製鉄炉・木炭航路に必要な耐火煉瓦の数量、燃料についても知識がある。調子に乗って店内在庫すべてを売ろうとするが志野に窘められる。
藻部山（もぶやま）
JOINZ HOMEのフリーター女性。コミックス版3巻のオマケまんがに登場。志野がサバイバル特集コーナーで見ていた「虫のおいしい食べ方」本を手にしているのを見て（ある意味）理解が深まった。

### スラン家の関係者
男女問わず全員軍属の軍人一家。幼少期から軍人としての思想を叩き込まれる。
イクシオス・スラン
スラン家の主。アイザックの父。イステール領第1軍団副官。
無愛想で歯に衣着せぬ物言いをするため、他領の重鎮から酷評を受けている。その一方でイステール家への忠義に厚く、ナルソンから最も信を置かれている。日本の食べ物を摂取し続け、全盛期を遥かに超える身体能力を得た。
ルート・スラン
アルカディア陸軍の兵士。アイザックの従兄弟。17歳。アイザックとよく似た性格。
シルベストリア・スラン
騎馬隊所属。アイザックの従姉妹。26歳。
グリセア村の守備隊長を半年以上務め、バレッタに剣術、騎乗術の訓練を施し、短期間で一人前に育てた。子ども好きな性格。恋愛ネタが大好きで恋話に目が無い。その一方で腕っぷしが強く、アイザックを遥かに上回る剣の腕前を持つ。
マクレガー・スラン
イクシオスの弟。アイザックの叔父。イステール領第2軍団副官。士官練兵隊教官。明るく快活な性格。リーゼに軍事訓練を施している。

### ルーソン家の関係者
イステールの有力貴族。家族であってもそれぞれで優先順位がハッキリしており、それらを守るためなら手段を択ばない傾向がある。
ノール・ルーソン
ルーソン家の主。ハベルとマリーの父。50歳。
マリーを貸し出しという形でイステール家の侍女にすることを承認する。ルーソン家の内通発覚の直前に姿をくらまそうと逃亡しようとしたが、襲撃を受けて殺された。
アロンド・ルーソン
ルーソン家の長男。ハベルの兄。文官としての能力は高いが貴族（上位者）としての意識が高い。奴隷身分であるマリーを蔑んでいるほか、平民を馬鹿にする傾向が強い。身分の低い者が自分に従わないと態度が急変する。
文官でグレゴルン領との取り引き全般を担当いた。ルーソン家の内通発覚の直前に姿をくらました。
バルベールとの戦争にけりが着き、戦後の交渉が始まった場に部族連合の使者として現れる。
オーティス
ハベルの私兵。護衛兵。40歳。
バリンとバレッタをグリセア村まで送り届ける。

### アルカディア王国の関係者
ヘイシェル・フライス
フライス領の領主。ナルソンと仲が良く、事あるごとにイステール領を支援している。
エルミア・アルカディアン
アルカディア王国の国王。ルグロの父。
ルグロ・アルカディアン
アルカディアの王太子。エルミアの息子。28歳。自由奔放な性格で、子どもの頃は城を抜け出しては城下町で下級貴族の友人達と遊び歩いていた。ぞんざいな物言いで軽はずみな行動が目立つため、家臣から酷評を受けており、リーゼから嫌われている。その一方でジルコニアからは好かれており、カズラとは馬が合う様子。
ルティーナ・アルカディアン
ルグロの妻。元平民。26歳。パン屋の娘で大恋愛の末にルグロと結婚した。明るくお茶目な性格でパン作りが上手い。
ルルーナ・アルカディアン
ルグロ、ルティーナの娘。9歳。ロローナとは双子の姉妹。大好物はプリン。
ロローナ・アルカディアン
ルグロ、ルティーナの娘。9歳。ルルーナとは双子の姉妹。大好物はゼリー。
リーネ・アルカディアン
ルグロ、ルティーナの娘。ルルーナ、ロローナの妹、ロンの姉。6歳。
ロン・アルカディアン
ルグロ、ルティーナの息子。ルルーナ、ロローナ、リーネの弟。5歳。

#### 軍の関係者
ウッドベル
グレゴルン領から移民としてイステール領に訪れ、志願兵としてイステール領軍に加わる。上官が一目置くほどの剣の腕前を持っているが、勤務態度が不真面目で上官から目をつけられている。人当たりの良い好青年でコルツ、シルベストリアと仲が良い。
オーラン
ジルコニアの元上官で、野盗に扮したバルベール軍の襲撃で故郷を失い、復讐目的でアルカディア軍に志願する。

#### グレゴルン領の関係者
ダイアス・グレゴルン
グレゴルン領の領主。非常に冷酷に性格で領内で自分に逆らう者は容赦なく抹殺する。人妻を寝取る趣味を持つ。カズラに見せられた「地獄の動画」を見てからは過去の罪を償い、善行を積んで天国に行けるよう動き回っている。
ニーベル・フェルディナント
グレゴルン領の豪商。平民であるが、塩取り引きの実績を認められ、家名を持っている。リーゼに執着し、しつこく面会を持ちかけるが、リーゼからは「アレ」呼ばわりされている。塩取り引きを盾にリーゼを手篭めにしようと企むが、カズラが打開策を講じ失敗する。

### バルベールの関係者
アーシャ・コンスピン
マルケスの孫娘。14歳。
「軍人たるもの、正々堂々真正面から戦うべき」と言う信念を持っている。第6軍団の大敗を知り、マルケスの身を案じて大学を抜け出し、ムディアに駆けつける。
カイレン・グリプス
バルベール第10軍団長。30歳。明朗快活な性格。
セイデン
バルベール第10軍団副官。カイレンの右腕。砦奪還作戦で、カイレン不在の間第10軍団を率いた。
ティティス
カイレンの秘書官。19歳。物静かな性格だが、割と毒舌。10歳の時に住んでいた街を蛮族に襲われ、床下に隠れて辛うじて生き残った。その後、軍を率いて蛮族を殲滅したカイレンに引き取られる。カイレンのことを慕っている。
フィレクシア
様々な武器・兵器を発明する技師。18歳。明るく大らかな性格。カイレンに好意を寄せている。病弱でカイレンからよく心配されている。
マルケス・コンスピン
アーシャの祖父。バルベール第6軍団長。礼儀に厳しく、現実的な思考を持つ。
ラッカ・アボーグ
ラースの弟、カイレンの旧友。バルベール第13軍団長。29歳。非常に用心深く、冷静沈着な性格。
ラース・アボーグ
ラッカの兄、カイレンの旧友。バルベール第14軍団長。30歳。身長が2メートル以上もある大男。清々しい性格で思ったことをはっきりと言う。フィレクシア、アーシャと仲が良い。
ヴォラス・クロヴァックス
バルベール元老院の執政官。普段は時と場合を弁えて振る舞うが、頭に血が上ると怒鳴り声をあげることがある。
エイヴァー
バルベール元老院の執政官。平民出身。元老院議員に対しても物怖じせずに振る舞うため市民から人気がある。

### クレイラッツの関係者
カーネリアン
クレイラッツ都市同盟の軍司令官。43歳。慎重で物怖じしない性格。アルカディアとの同盟維持が決定された後、会談のためイステリアを訪れた。

### その他の人物・キャラクター
セリーナ
セレットの姉。31歳。セレット同様、ジルコニアが逃げ延びた村でジルコニアと生活を共にしたことがある。
ラッド
ジルコニアの護衛兵。国境沿いの砦が襲撃された際にジルコニアと共に市民を守るために戦った。
ウリボウ（黒）
肉食獣である巨大ウリボウの片割れ。人を驚かす趣味を持つ。自在に容姿を変え、真っ黒な衣服をまとう女性に扮する。未来視の力を持っていたが、カズラが異世界に来たと同時にその力が弱まり、遂には見えなくなった。カズラとの約束で、大きな戦いの後に戦地を訪れて戦死者の魂を送り出している。

## 用語

### 地理
グリセア村
イステール領内に所在する村。かつて村が大飢饉に見舞われた際に慈悲と豊穣の神・グレイシオールが現れ、村を救った言い伝えがある。
イステリア
イステール領内に所在する、領内で最も大きい街。グリセア村から歩いて2日ほどの距離にある。
イステール領
ナルソンが統治する地域一帯。人口は約45万人。
アルカディア王国
イステール領、グレゴルン領、フライス領が属する王国。王都を含めた4つの地域に分割し、統治されている。通称はアルカディア。人口は約200万人。各領主は直轄部隊を持ち、強い権限がある。但し、外交に関しては王都が全領地を代表して行う。
アルカディア
アルカディア王国の王都。大きな港を有し、国内で唯一金鉱を持つ。
グレゴルン領
グレゴルン家が統治する地域一帯。イステール領の東に位置する領地。高級塩の産地。最大都市はグレゴリア。
フライス領
フライス家が統治する地域一帯。多くの川や平地を有し、農耕に適した地域。イステール領の穀倉地帯大復活以前はアルカディア王国における最大食料生産地だった。最大都市はフライシア。
クレイラッツ都市同盟
アルカディア王国の隣国。5つの大都市による都市国家群。直接民主制を導入しており、貴族が大きな力を持たない。18歳以上の全国民が参政権を有し、軍司令官などの特殊な官職以外はくじで選出され、1年の任期で交代する。
プロティア王国
クレイラッツの隣国。
バルベール共和国
アルカディア王国の隣にある大国。カズラがグリセア村を訪れる4年前まで6年間、アルカディアを含む同盟国と戦争をしており、8年間の休戦協定を結んでいる。
ムディア
バルベール共和国の最大都市。大規模な穀倉地帯を有しており、同盟国側との戦争の際には補給拠点として使われた。
英雄の丘
国境沿いの砦がある丘。バルベールでは「骸の丘」と呼ばれている。バルベールとの戦いで多くの戦死者を出した。
エルタイル王国
アルカディア王国から東に2つの国を跨いだ先にある王国。バルベールとの戦いで同盟国側として戦った。
部族連合
「蛮族」とも呼ばれ、バルベール北方の地域に存在する少数部族の集まり。それぞれの部族単位で自給自足が出来るほどの地盤がなく、困窮することが多いためか部族同士での闘争やバルベールの都市を襲い略奪を行うことがある。

### 建造物
国境沿いの砦
イステール領とバルベールとの国境にある建造物。城塞都市並みの大きさで、砦内には若干の作物を栽培している。

### 神
グレイシオール
かつてグリセア村に現れた慈悲と豊穣の神。グレイは「慈悲と豊穣」、シオールは「司る神」という意味。
何処からか現れて飢饉に苦しむ村人に水や食料を分け与えていたが、当時の欲深い領主に捕らえられ、食料のありかを問いただされたものの、一瞬で首の縄を解き、斬りかかる領主の剣をかわして逃走し、林の中へ消えていった。以降二度と姿を現さず、領主とその家来は次々と病死し、雨が降り注いで日照りも終わり、村は苦しみから解放されたとの言い伝えがある。
スイプシオール
水の神様。気まぐれな性格だと言い伝えられている。
オルマシオール
戦いの神。
ガイエルシオール
商売の神。

### 食べ物・動植物等
アルカディアン虫
異世界に生息するイモムシ。異世界での高級食材。カズラ曰く、薄いコーンスープのような味。
クロコ虫
異世界に生息する、アルカディアン虫を小さくしたような見た目の虫。食感が最悪で調理用には向いていないが、成虫は酒のつまみとして食べられている。
アルマル
異世界に生息する、真っ黒なウサギのような小型草食動物。毛皮が高級品として取り引きされる。食肉としても利用される。
ウリボウ
異世界に生息する大型肉食獣。森に生息する。
カフク
異世界に生息する、イノシシのような見た目の草食動物。子牛ほどの大きさ。
根切り鳥
異世界に生息する、ニワトリのような見た目の鳥。
ミャギ
異世界に生息する、ヤギのような見た目の動物。雌からはミルクを得ることができ、食肉としても利用される。
ラタ
異世界に生息する、馬のような動物。騎兵の乗り物として利用されている。
リポD
カズラがよく異世界に持ち込む栄養ドリンク。

### 兵器・道具・通貨等
アル
アルカディアの通貨単位。
親愛のブレスレット
異世界で主に女性が男性に好意を伝える際に贈られるブレスレット。糸の色によって意味が変わる。
赤
「あなたに好意を抱いている」などの意味。意味の範囲は広い。
白
「糸に色がつく前に帰ってきてほしい」という意味。別れ際の告白や出征する恋人に渡される。
黒
「今夜あなたを待っています」という意味。夜這いなどに利用される。
スリング
投石兵器。2本の紐先に革製のカップを備えている。
ドラブラ
異世界で使われる、つるはしと斧がセットになったような見た目の携帯工具。
リゴ
異世界で使われる、鍬に似た携帯用土木用具。
レン炉
異世界で利用されている炉。吹子或いは自然風で風を送り、金属の精錬を行う。

#### バレッタが開発した兵器・道具
カタパルト
長距離投擲兵器。
カノン砲
複数の鉄板を鋳掛溶接で接合したカルバリン砲のような見た目。
クロスボウ
機械弓。秦で使われたものをモデルとしている。部品交換のみで修理が可能で生産に優れている。
合成弓
ロズルーのために製造した特注品。
スコーピオン
長距離射撃兵器。300メートル以上の距離でも金属鎧を貫通するほどの威力がある。
爆弾
手投げ爆弾。
ハンドキャノン
手持ち式小型大砲。射程距離は30〜40メートル。
ブロードヘッド
錨のような形状の矢じり。
木炭高炉
バレッタがグリセア村で製作した耐火レンガ製の高炉。レン炉よりも高効率で金属を精錬することが可能。大量の木炭が必要。

#### フィレクシアが開発した道具・兵器
トレビュシェット
大型遠投投石機。吊るした木箱に40〜60キログラムほどの重さの石を詰め、落下する反動を用いて数百メートル先まで投擲する。
バリスタ
遠距離射撃兵器。

## 既刊一覧

### 小説
- すずの木くろ（著）・黒獅子（イラスト） 『宝くじで40億当たったんだけど異世界に移住する』 双葉社〈モンスター文庫〉、全18巻
  1. 2014年8月2日初版発行（7月30日発売[12]）、ISBN 978-4-575-75001-0
  2. 2014年12月2日初版発行（11月29日発売[13]）、ISBN 978-4-575-75014-0
  3. 2015年5月2日初版発行（4月30日発売[14]）、ISBN 978-4-575-75036-2
  4. 2015年10月3日初版発行（9月30日発売[15]）、ISBN 978-4-575-75056-0
  5. 2016年3月2日初版発行（2月29日発売[16]）、ISBN 978-4-575-75076-8
  6. 2016年10月31日初版発行（10月29日発売[17]）、ISBN 978-4-575-75105-5
  7. 2017年8月1日初版発行（7月29日発売[18]）、ISBN 978-4-575-75148-2
  8. 2018年5月1日初版発行（4月28日発売[19]）、ISBN 978-4-575-75199-4
  9. 2018年12月31日初版発行（12月28日発売[20]）、ISBN 978-4-575-75233-5
  10. 2019年8月3日初版発行（7月31日発売[21]）、ISBN 978-4-575-75247-2
  11. 2020年2月29日発売[22]、ISBN 978-4-575-75264-9
  12. 2020年8月31日発売[23]、ISBN 978-4-575-75274-8
  13. 2021年2月27日発売[24]、ISBN 978-4-575-75285-4
  14. 2021年8月30日発売[25]、ISBN 978-4-575-75296-0
  15. 2022年4月28日発売[26]、ISBN 978-4-575-75305-9
  16. 2022年10月28日発売[27]、ISBN 978-4-575-75315-8
  17. 2023年5月30日発売[28]、ISBN 978-4-575-75326-4
  18. 2024年1月30日発売[29]、ISBN 978-4-575-75335-6

### 漫画
- すずの木くろ（原作）・黒獅子（キャラクター原案）・今井ムジイ（作画） 『宝くじで40億当たったんだけど異世界に移住する』 KADOKAWA〈MFC〉、既刊18巻（2025年7月23日現在）
  1. 2017年4月22日初版発行（同日発売[30]）、ISBN 978-4-04-069069-8
  2. 2017年10月23日初版発行（同日発売[31]）、ISBN 978-4-04-069471-9
  3. 2018年3月22日初版発行（同日発売[32]）、ISBN 978-4-04-069772-7
  4. 2018年9月22日初版発行（同日発売[33]）、ISBN 978-4-04-065104-0
  5. 2019年3月23日初版発行（3月20日発売[34]）、ISBN 978-4-04-065571-0
  6. 2019年9月21日初版発行（9月20日発売[35]）、ISBN 978-4-04-064048-8
  7. 2020年3月23日初版発行（同日発売[36]）、ISBN 978-4-04-064464-6
  8. 2020年9月23日初版発行（同日発売[37]）、ISBN 978-4-04-064902-3
  9. 2021年3月23日初版発行（3月22日発売[38]）、ISBN 978-4-04-680285-9
  10. 2021年8月23日初版発行（8月20日発売[39]）、ISBN 978-4-04-680666-6
  11. 2022年2月23日初版発行（2月21日発売[40]）、ISBN 978-4-04-681146-2
  12. 2022年8月23日初版発行（8月20日発売[41]）、ISBN 978-4-04-681624-5
  13. 2023年3月23日初版発行（同日発売[42]）、ISBN 978-4-04-682273-4
  14. 2023年8月23日初版発行（同日発売[43]）、ISBN 978-4-04-682709-8
  15. 2024年3月23日初版発行（同日発売[44]）、ISBN 978-4-04-683402-7
  16. 2024年7月22日発売[45]、ISBN 978-4-04-683767-7
  17. 2025年3月22日発売[46]、ISBN 978-4-04-684597-9
  18. 2025年7月23日発売[47]、ISBN 978-4-04-684914-4
- すずの木くろ（原作）・黒獅子（キャラクター原案）・尺ひめき（作画） 『宝くじで40億当たったんだけど異世界に移住する 〜マリーのイステリア商業開発記〜』 双葉社〈モンスターコミックス〉、全6巻
  1. 2020年8月31日発売[48]、ISBN 978-4-575-41147-8
  2. 2021年2月15日発売[49]、ISBN 978-4-575-41207-9
  3. 2021年8月30日発売[50]、ISBN 978-4-575-41288-8
  4. 2022年2月28日発売[51]、ISBN 978-4-575-41375-5
  5. 2022年10月14日発売[52]、ISBN 978-4-575-41510-0
  6. 2023年4月14日発売[53]、ISBN 978-4-575-41630-5